# Myrmecina flava
Myrmecina flava är en myrart som beskrevs av Mamoru Terayama 1985. Myrmecina flava ingår i släktet Myrmecina och familjen myror. Inga underarter finns listade i Catalogue of Life.